# Ночи без ночлега
«Ночи без ночлега» — советский фильм 1966 года, снятый на Литовской киностудии режиссёром Альгирдасом Араминасом, сценарий Владимира Огнева.
Фильм, случайно прошедший цензуру Госкино СССР, без проблем шедший в Москве, ставший лауреатом Всесоюзного кинофестиваля, внезапно наделал много шуму в Литве: вначале вслед за московскими газетами хвалившая фильм местная литовская пресса, увидев фильм, резко изменила тон.

В результате сформулированной трактовки героя он был раскритикован и 50 лет назад, и также нереабилитирован и сегодня.
Оригинальный текст (лит.)Dėl neaiškios herojaus traktuotės jis buvo kritikuotas ir prieš 50 metų, dėl to paties nereabilituojamas ir šiandien.
— литовский киновед Юрате Висоцкайте, газета «Literatūra ir menas», 2018 год

## Сюжет
Фильм «Ночи без ночлегов» о поэтах купленных и неподкупных. О возможности компромисса и об его отвержении, несовместимости поэзии и капитализма во всех его формах, и тем более в его фашистской форме.
Фильм посвящён последнему периоду жизни литовского поэта Витаутаса Монтвилы.
1941 год, в первые дни войны, после занятия фашистами Литовской ССР, гестапо арестовывает поэта Витаутаса Мантвидаса. Сидя в камере он вспоминает свою жизнь. В камере он не один — здесь его друг — поэт Мечис:

История, которая приключилась с Мечисом, стара, как мир, Мечис — против политики, против всяких лозунгов, он — за чистое искусство. Но политика не обошла и поэта. Не сказав вовремя «нет», он позволяет себя «перемонтировать». Его падение складывается из множества мелких, даже поначалу ничтожных компромиссов с совестью. … Диалоги Мантвидаса и Мечиса, мастерски сыгранные обоими актерами, выражают борьбу идей, борьбу двух жизненных позиций. Естественное завершение характер Мечиса получает в сцене, где два поэта — Монтвидас и Мечис — ждут приговора в тюремной камере. Ради спасения жизни достаточно подписать гитлеровское воззвание…— Евгений Аб — Лицо и лица // Искусство кино, 1978

## В ролях
В главных ролях:
- Стасис Петронайтис — Витаутас Мантвидас
- Элеонора Матулайте — Констанция
- Регина Зданавичюте — мать Витаутаса
- Даля Меленайте — Милда
- Альгимантас Масюлис — Мечис
- Юозас Мильтинис — Ила
- Казимирас Виткус — Адомас
- Балис Бараускас — Янас
- Римгаудас Карвялис — Мендель Кацнельсон
- Стяпонас Космаускас — немецкий офицер

В эпизодах:

- Ванда Летувайтите — посетительница бара
- Вацловас Бледис — безработный
- Юозас Ярушявичюс — безработный
- Антанас Габренас — эпизод
- Бронюс Гражис — эпизод
- Ромуальдас Гринцявичюс — тюремный надзиратель
- Стяпас Юкна — председатель военно-полевого суда
- Балис Юшкявичюс — эпизод
- Юозас Канопка — врач
- Наполеонас Накас — эпизод
- Ромуальдас Тумпа — эпизод
- Альгирдас Заланскас — эпизод
- Дануте Видугирите — медсестра
- Элеонора Коризнайте — Милда в детстве
- Вигантас Космаускас — Витаутас в детстве

## О фильме

### Проход фильма через цензуру
Единственное замечание вызвала как раз немая сцена. В тёмном вагоне — полуслепое изображение обнаженного тела Констанции, невесты героя. Романов поворчал: «Никак без этого не могут…» В. Баскаков отшутился: «Что делать, молодые!».
Фильм случайно прошёл цензуру: на предпросмотре в Комитета по кинематографии при Совмине СССР на котором присутствовали его председатель А. Романов и его первый заместитель В. Баскаков оказалась копия фильма недублированная на русский язык, переводчика рядом не было, и фильм вызвался переводить автор сценария, сам немало удивляясь увиденному:

И я, незаметно утирая потный лоб, понес околесицу, почти угадывая смысл сцен по изображению. Дело в том, что группа смело ревизовала мой текст, и найти ему новое место было не просто в ходе картины. Ура, все позади… Все рассуждения героя о дарах свободы в одиночной камере я коварно подменил на ходу сочиненной сказкой, которую одинокий Монтвила рассказывает мышке, вылезшей из норки. Всё это было на экране, но, боже, что слышала мышка и что слышал министр!
Начальство, в общем, благосклонно отнеслось к фильму, не услышав в нём фраз, потом приведших партийную прессу Литвы в легкий трепет.
— сценарист фильма Владимир Огнев

### Герой и тема фильма
Как указывал киновед Борис Слуцкий, хотя на первый взгляд герой фильма очевиден — литовский поэт Витаутас Монтвила: фильм посвящён ему, название дано по названию первого сборника его стихов, совпадают вехи биографии, герой фильма читает его стихи, и имя героя фильма почти совпадает — Витаутас Мантвидас, и девушку героя зовут как жену поэта… Однако, это не совсем так, Минтвила прототип для символичного героя фильма — это обобщённый образ Поэта небольших государств-лимитрофов:

…о Поэте, живущем в маленькой стране с жестоким и унылым режимом. Действие фильма могло происходить в хортистекой Венгрии, или в царской Болгарии, или в маннергеймовской Финляндии. Сгущение, символизация, синтез подчас сметают государственные границы. Сытая и сильная буржуазия великих держав равнодушно предоставляла поэтам право писать, что они хотят, и жить, как они смогут. В державах санитарного кордона равнодушия не было. Покорных ласкали. Непокорных уничтожали. У фильма о судьбе поэта в стране санитарного кордона судьба — прототип и страна — прототип. Эти прототипы судьба большого литовского поэта Витаутаса Монтвилы в Литве.

### Критика фильма
Хотя формально фильм подвергался критике из-за изображения прототипа:

Фильм, наделавший много шума в литовских литературных кругах. Хотя и бесполезно сетовать на огрехи драматургии после того, как уже создан фильм, в данном случае незавершенный сценарий (более того, не написанный до съемок) обрек постановщиков «Ночи» на мучения, результаты которых трудно было предвидеть.— Кино Советской Литвы / Марияна Малциенэ. Л.: Искусство, 1980. — 247 с. — стр. 184
Но, причина критики в Литве всё-таки была в другом:

Авторы сознательно обрекли себя на упреки в том, что прототип не всегда совпадает с героем, что Мангвидас фильма — не совсем Монтвила, каким он был в жизни. Интересно, что в спорах, которые сейчас разыгрались в Литве, горячо атакуют фильм с этих позиций. Я думаю, что чем дальше от Каунаса, от булыжных мостовых, по которым бродил прототип, тем больше понимания встретит герой, тем менее проблема верности факту будет заслонять действительное содержание фильма.— киновед Борис Слуцкий

Фильм был принят. Картину встретили сначала восторженно. Пресса хвалила авторов до тех пор (а пора эта наступила вскоре), пока не вмешались политики. Пошли «коллективные письма» об искажении истории. Хватились и роли компартии в Литве, и прочих, не имеющих отношения к сценарию реалий… Заволновались люди, увидевшие себя прототипами героев фильма. Те, кто неплохо жил в буржуазной Литве и продолжал неплохо жить при Сталине. Но в Москве картина шла нормально во многих кинотеатрах.
— сценарист фильма Владимир Огнев

## Награды
- Диплом за лучший дебют на III-ем Всесоюзном кинофестивале (Ленинград, 1968).